# Leonid Andreyev (Leichtathlet)
Leonid Vladimirovich Andreyev (russisch Леонид Владимирович Андреев / Leonid Wladimirowitsch Andrejew;  englisch Leonid Andreev; * 6. Oktober 1983 in Taschkent, Usbekische SSR, UdSSR) ist ein ehemaliger usbekische Leichtathlet, der im Zehnkampf sowie im Stabhochsprung an den Start ging.

## Sportliche Laufbahn
Erste Erfahrungen bei internationalen Meisterschaften sammelte Leonid Andreyev im Jahr 2000, als er bei den Juniorenweltmeisterschaften in Santiago de Chile mit 6654 Punkten den 14. Platz im Zehnkampf belegte. Im Jahr darauf gewann er bei den Juniorenasienmeisterschaften in Bandar Seri Begawan mit 6897 Punkten die Silbermedaille und 2002 siegte er mit 7693 Punkten bei den Juniorenweltmeisterschaften in Kingston, ehe er bei den Juniorenasienmeisterschaften in Bangkok mit übersprungenen 5,20 m die Goldmedaille im Stabhochsprung gewann. Nach einem Jahr Wettkampfpause qualifizierte er sich 2004 im Stabhochsprung für die Teilnahme an den Olympischen Sommerspielen in Athen, verzichtete dort aber kurzfristig auf einen Start. 2005 scheiterte er bei den Weltmeisterschaften in Helsinki in der Qualifikationsrunde an der Einstiegshöhe von 5,30 m. Anschließend klassierte er sich bei den Asienmeisterschaften in Incheon mit einer Höhe von 5,10 m auf dem vierten Platz. Im Jahr darauf nahm er erstmals an den Asienspielen in Doha teil und gewann dort mit einer übersprungenen Höhe von 5,55 m die Silbermedaille hinter dem Japaner Daichi Sawano. 2007 scheiterte er bei den Weltmeisterschaften in Osaka erneut in der Vorrunde an der Einstiegshöhe und im Jahr darauf gewann er bei den Hallenasienmeisterschaften in Doha mit 5,35 m die Bronzemedaille hinter den Japanern Daichi Sawano und Takafumi Suzuki. Anschließend verpasste er bei den Hallenweltmeisterschaften in Valencia mit 5,45 m den Finaleinzug, wohingegen er bei den Olympischen Spielen im Sommer in Peking das Finale erreichte, dort aber an der Einstiegshöhe scheiterte. 
2009 verpasste er bei den Weltmeisterschaften in Berlin mit 5,55 m den Finaleinzug und anschließend siegte er bei den Hallenasienspielen in Hanoi mit übersprungenen 5,60 m. Kurz darauf wurde er bei den Asienmeisterschaften in Guangzhou mit 5,45 m Vierter. Im Jahr darauf nahm er erneut an den Asienspielen ebendort teil und sicherte sich dort mit einer Höhe von 5,30 m erneut die Silbermedaille, diesmal hinter dem Chinesen Yang Yansheng. 2011 brachte er bei den Asienmeisterschaften in Kōbe keinen gültigen Versuch zustande und 2013 gewann er bei den Asienmeisterschaften in Pune mit 7383 Punkten die Bronzemedaille im Zehnkampf hinter dem Kasachen Dmitri Karpow und Akihiko Nakamura aus Japan. Im Jahr darauf sicherte er sich dann bei den Hallenasienmeisterschaften in Hangzhou mit 5561 Punkten die Bronzemedaille im Siebenkampf hinter Karpow und Nakamura und Anfang Oktober gewann er bei den Asienspielen in Incheon mit 7879 Punkten die Silbermedaille hinter dem Japaner Keisuke Ushiro. 2016 gelangte er bei den Hallenasienmeisterschaften in Doha mit 5607 Punkten auf den vierten Platz im Siebenkampf und steigerte sich anschließend in Taschkent auf inoffizielle 8250 Punkte und qualifizierte sich damit im Zehnkampf für die Olympischen Spiele in Rio de Janeiro, bei denen er seinen Wettkampf aber nicht beenden konnte, woraufhin er seine aktive sportliche Karriere im Alter von 32 Jahren beendete.

## Persönliche Bestleistungen
- Stabhochsprung: 5,70 m, 21. Mai 2009 in Taschkent
  - Stabhochsprung (Halle): 5,60 m, 27. Februar 2009 in Chemnitz
- Zehnkampf: 8250 Punkte, 10. Juni 2016 in Taschkent
  - Siebenkampf (Halle): 5607 Punkte, 21. Februar 2016 in Doha